# 图尔市立图书馆

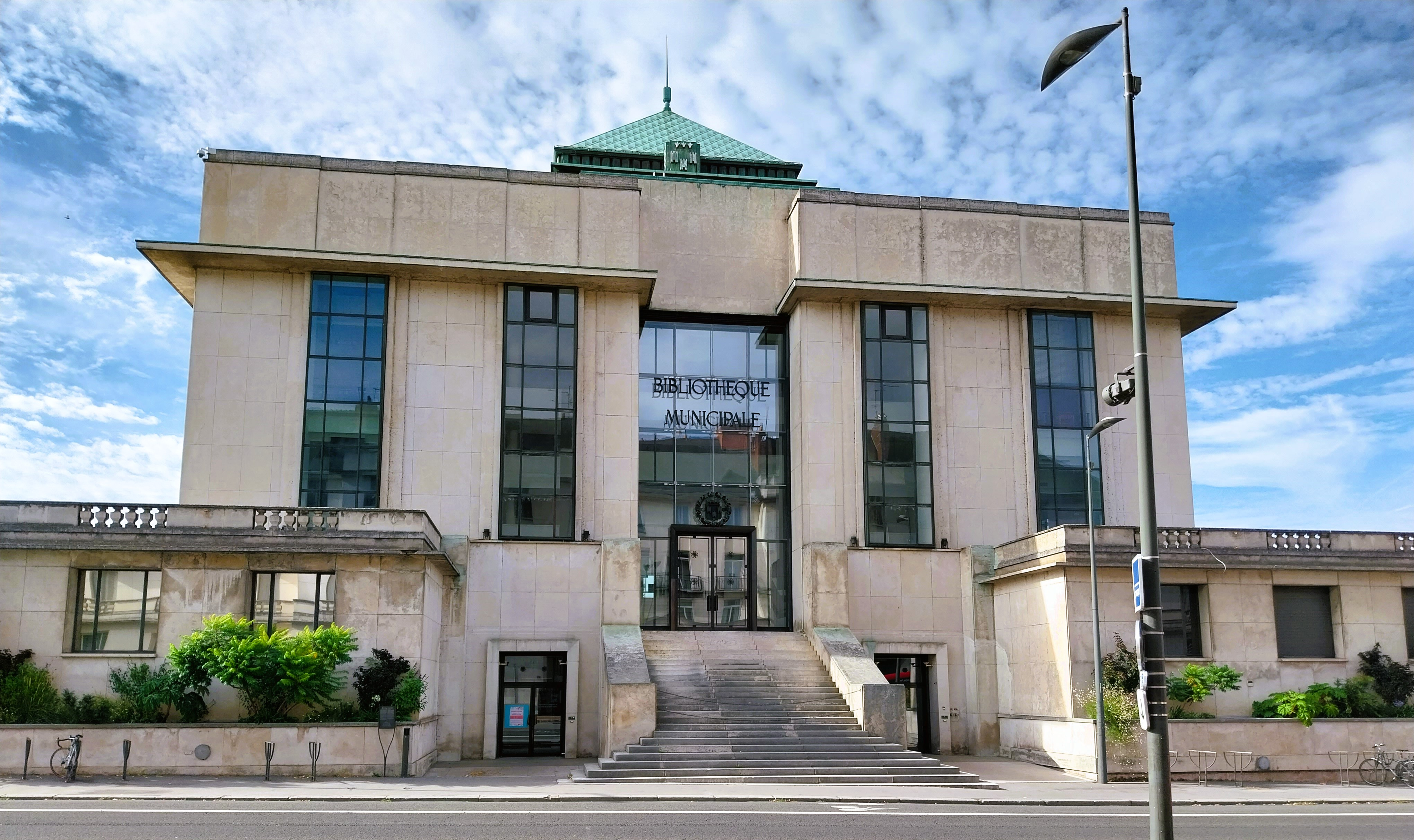

图尔市立图书馆（法语：Bibliothèque municipale de Tours）是法国图尔的一座历史建筑，建于1954-1957年，1996年列为法国历史古迹。建筑师皮埃尔·Patout、让·多利安和查尔斯·多利安。它位于安德烈马尔罗大道2号，靠近阿纳托尔·法郎士广场（place Anatole France）、威尔逊桥和国家街（Rue Nationale），濒临卢瓦尔河。
旧图书馆毁于1940年的德国轰炸。1950年委托建筑师Pierre Patout进行重建。1954年5月29日由教育部长安德烈·玛丽主持了奠基仪式。1957年11月开幕。
1996年12月31日，该建筑被列为法国历史古迹。